# Leucophlebia lineata
Leucophlebia lineata là một loài bướm đêm thuộc họ Sphingidae. Nó được tìm thấy ở Sri Lanka, Ấn Độ, Nepal, Thái Lan, miền đông và miền nam Trung Quốc, Đài Loan, Campuchia, Việt Nam, Malaysia (Peninsular, Sarawak), Indonesia (Sumatra, Java, Kalimantan, Flores, Sulawesi) và Philippines.
Sải cánh dài 62–82 mm. Phía trên cánh trước giống với các loài Leucophlebia khác.
Ấu trùng ăn coarse grasses of the Poaceae. Nó là loài gây hại nhỏ cho loài Saccharum.